# Марціян Тризна
Марціян Тризна (також Марціан, Мартіан) гербу Ґоздава (нар. бл. 1598 — пом. 17 травня чи 2 серпня 1643) — державний і релігійний діяч Великого князівства Литовського та Речі Посполитої; канонік віленський (з 1620), єпископ-коад'ютор віленський (1638–1643); Секретар королівський, писар великий литовський (1628–1641), референдар великий литовський (духовний, 1631–1641), підканцлер литовський (1641–1643).

## Життєпис
Походив Марціян із білоруського шляхетського роду Тризнів. Народився близько 1598 року у Бетині Віленської дієцезії, у сім'ї маршалка слонімського Григорія Тризни та Раїни Сапіги, доньки мінського воєводи Богдана Сапіги. Мав трьох братів — Павла Петра, Гедеона Міхала та Міколая.
Початкову освіту здобув на батьківщині, пізніше навчався у Римі, де «проводячи молоді роки в постійному вивченні різних мов». Після повернення додому розпочав кар'єру при дворі Сигізмунда III, будучи секретарем королівським. Здобув добру освіту, зокрема вільно володів грецькою мовою. Спочатку був як і батько уніатом, пізніше перейшов на католицтво та прийняв духовне посвячення. Протягом усього свого життя підтримував унію на теренах Великого князівства Литовського.
З 1620 року — канонік віленський. Перед 1628 роком став пробстом ґераньонським.
Протягом 1628–1641 років обіймав посаду писаря великого литовського (духовного), у 1631–1641 роках був також референдарем великим литовським (духовним). На той час також обіймав посади інфулата ґераньонського та пробста троцького.
1632 року був електором Владислава IV Вази від Пінського повіту. Під час Смоленської війни постійно перебував біля короля. 1634 року брав участь у посольстві до Москви, де почалися переговори, які передували укладенню Поляновського мирного договору.
У 1633 і 1636 роках працював над правками до Литовського статуту. 3 вересня 1635 року Владислав IV видав привілей, за яким "референдар литовський зрівняний із коронним, ксьондз Марціян Тризна повинен мати окремі суди референдарські, як у Короні, також місце та votum свої при вирішенні справ литовських, інфлянтських і курляндських після референдаря коронного.
Завдяки підтримці короля та віленського єпископа Абрагама Войни у травні 1635 року Марціян Тризна був одноголосно затверджений віленською капітулою як єпископ-коад'ютор. Папська преконізаційна булла від 28 лютого 1638 року зробила його титулярним єпископом Маллуса (Анатолія). Деякі дослідники помилково вважали, що Тризна був першим Білоруським суфраганом.
30 серпня 1641 року був призначений підканцлером литовським.
Помер 17 травня чи 2 серпня 1643 року. Був похований згідно з його заповітом, у бернардинському костелі святого Івана Хрестителя у Бересті.